# Marino de Cesareia
São Marino de Cesareia (m. 260) foi oficial do exército imperial romano, radicado em Cesareia na Palestina, que foi martirizado por ser cristão.
Devido à sua bravura, fora nomeado centurião, cargo bastante almejado. Enquanto se aguardava a cerimónia da entrega da vara da videira, símbolo da sua promoção, um dos pretendentes ao cargo acusou-o de ser seguidor de fé de Jesus Cristo. Teve o apoio do bispo Teotecno, que diante do altar, apresentou-lhe uma espada e a Bíblia pedindo-lhe que escolhesse. Mas, na altura a Igreja cristã era perseguida e, diante das autoridades, ao ter escolhido o livro sagrado sabia que ia ser condenado à morte como aconteceu.